# Limnebius kamali
Limnebius kamali är en skalbaggsart som beskrevs av Sáinz-cantero och Bennas 2006. Limnebius kamali ingår i släktet Limnebius och familjen vattenbrynsbaggar. Inga underarter finns listade i Catalogue of Life.